# Atolla vanhoeffeni
Atolla vanhoeffeni is een schijfkwal uit de familie Atollidae. De kwal komt uit het geslacht Atolla. Ze leeft in de diepzee en heeft een doorzichtig lichaam. Bij contact maakt ze gebruik van bioluminescentie als verdediging, waardoor ze oplicht in het duister.
Atolla vanhoeffeni werd in 1957 voor het eerst wetenschappelijk beschreven door Russell. 